# Jasło
Jasło é um município da Polônia, na voivodia da Subcarpácia e no condado de Jasło. Estende-se por uma área de 36,52 km², com 35 445 habitantes, segundo os censos de 2017, com uma densidade de 970,6 hab/km².